# Tilfældets høst
|  | Denne artikel er oprettet af botten PalnaBot ud fra en ekstern database. Den kan derfor have sproglige fejl eller mangler. Denne skabelon kan fjernes efter kontrol af indholdet. |

Tilfældets høst er en dokumentarfilm instrueret af Stefan V. Jensen efter eget manuskript.

## Handling
I Cambodia ligger der mellem 6 og 10 millioner landminer, og landet har ulykkelig verdensrekord i antallet af ofre for minerne; hver dag bliver 10 uskyldige mænd, kvinder og børn ramt. For disse ofre er det en social og menneskelig katastrofe. De mister muligheden for at tjene til livets ophold, mændene forlader deres ramte koner, og i religionen er der heller ingen trøst at hente, fordi buddhismen anser ulykken som en følge af, at man har handlet forkert i et tidligere liv. At blive munk er derfor udelukket. I filmen interviewes en række ofre i alle aldre, samt et kvindeligt minerydderkorps, hvis mænd alle er dræbt af landminer.